# Città degli Stati Uniti d'America per popolazione
Elenco in tabella, delle città degli Stati Uniti d'America sopra i 100000 abitanti in ordine decrescente di popolazione.

### Le maggiori 20 città (cosiddette Big Cities)

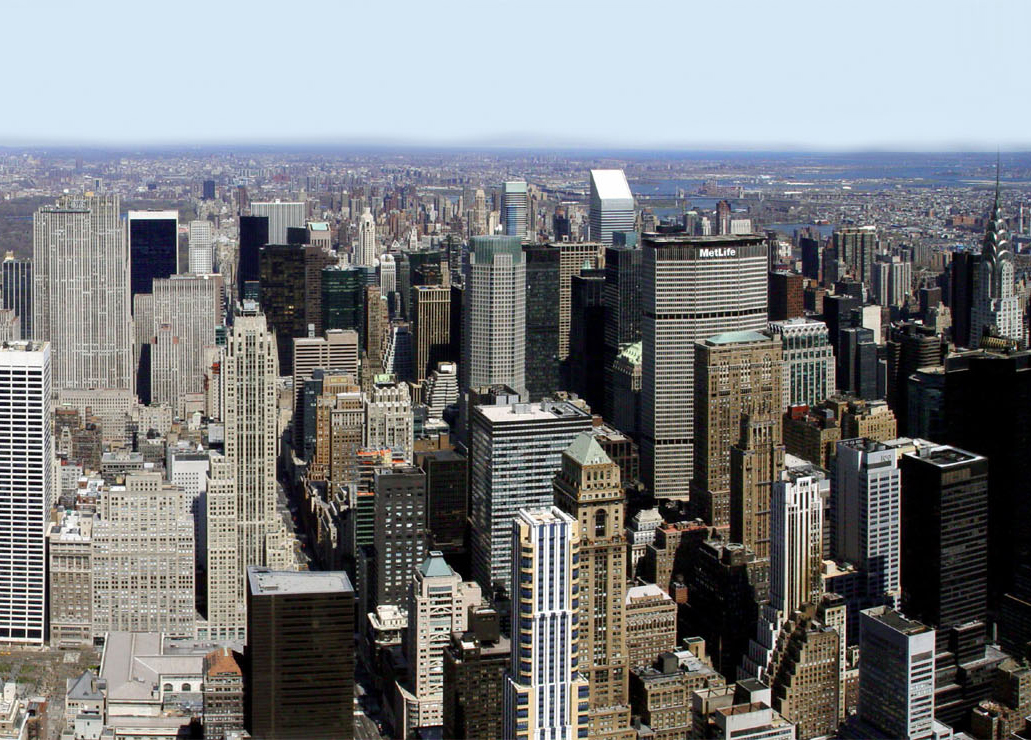
1 – New York (New York)

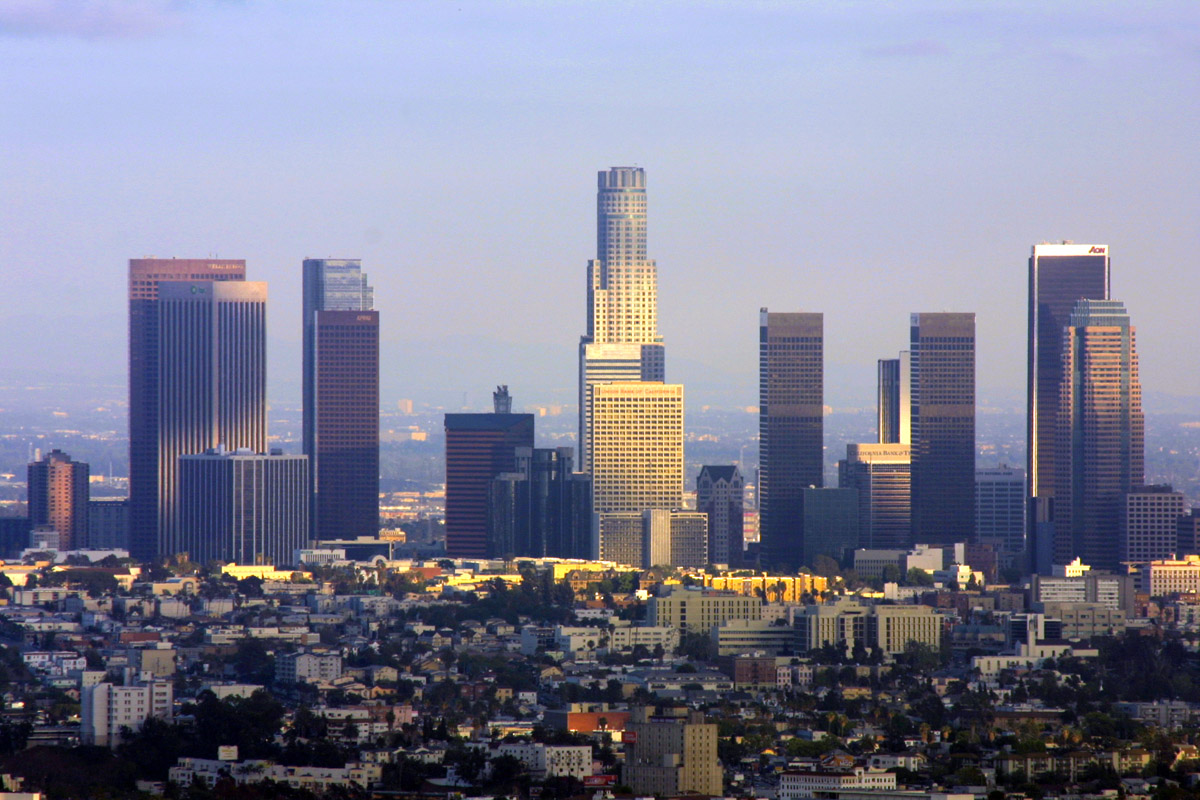
2 – Los Angeles (California)

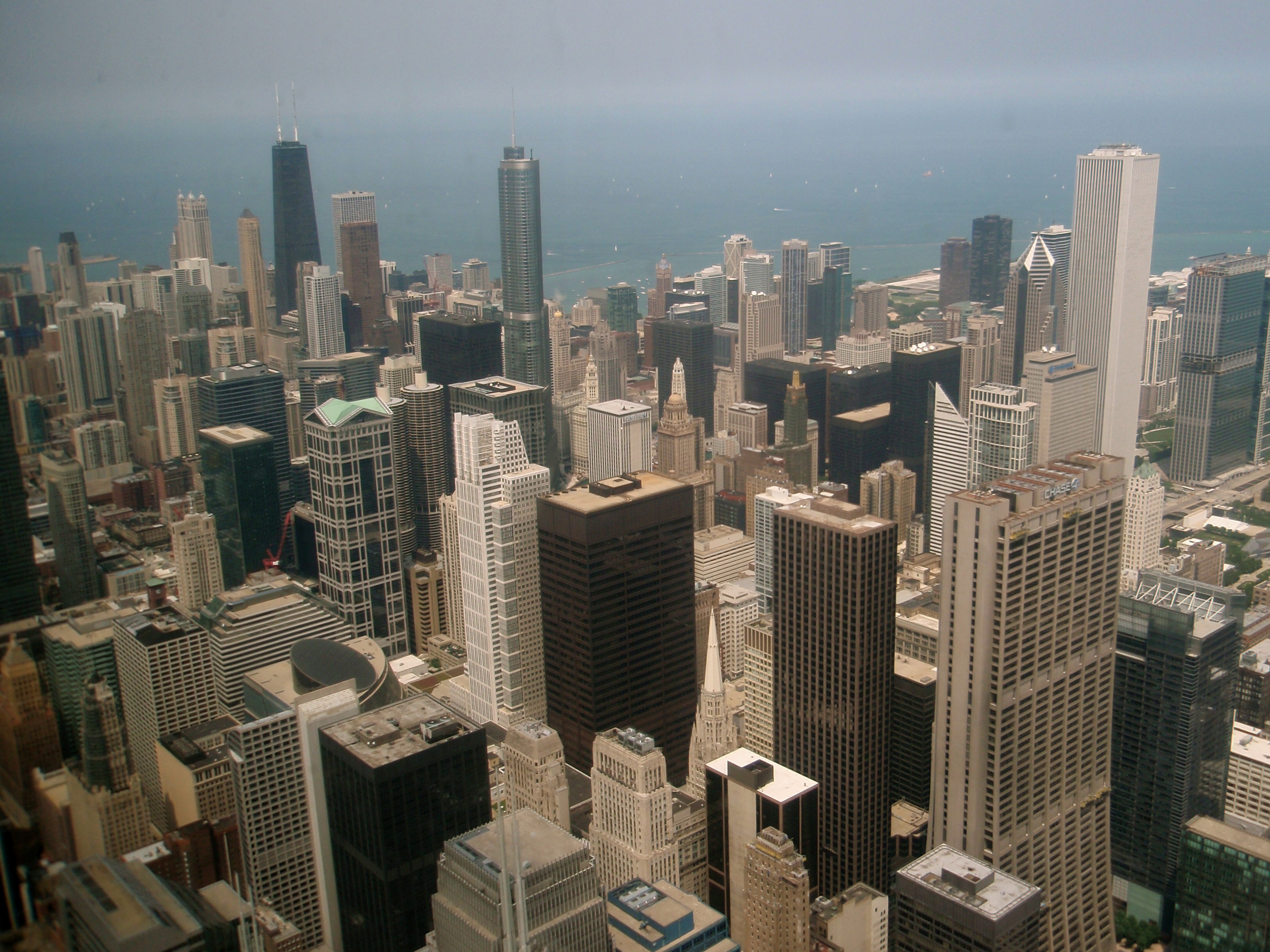
3 – Chicago (Illinois)

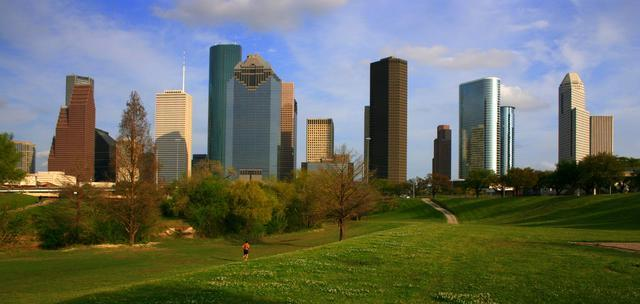
4 – Houston (Texas)

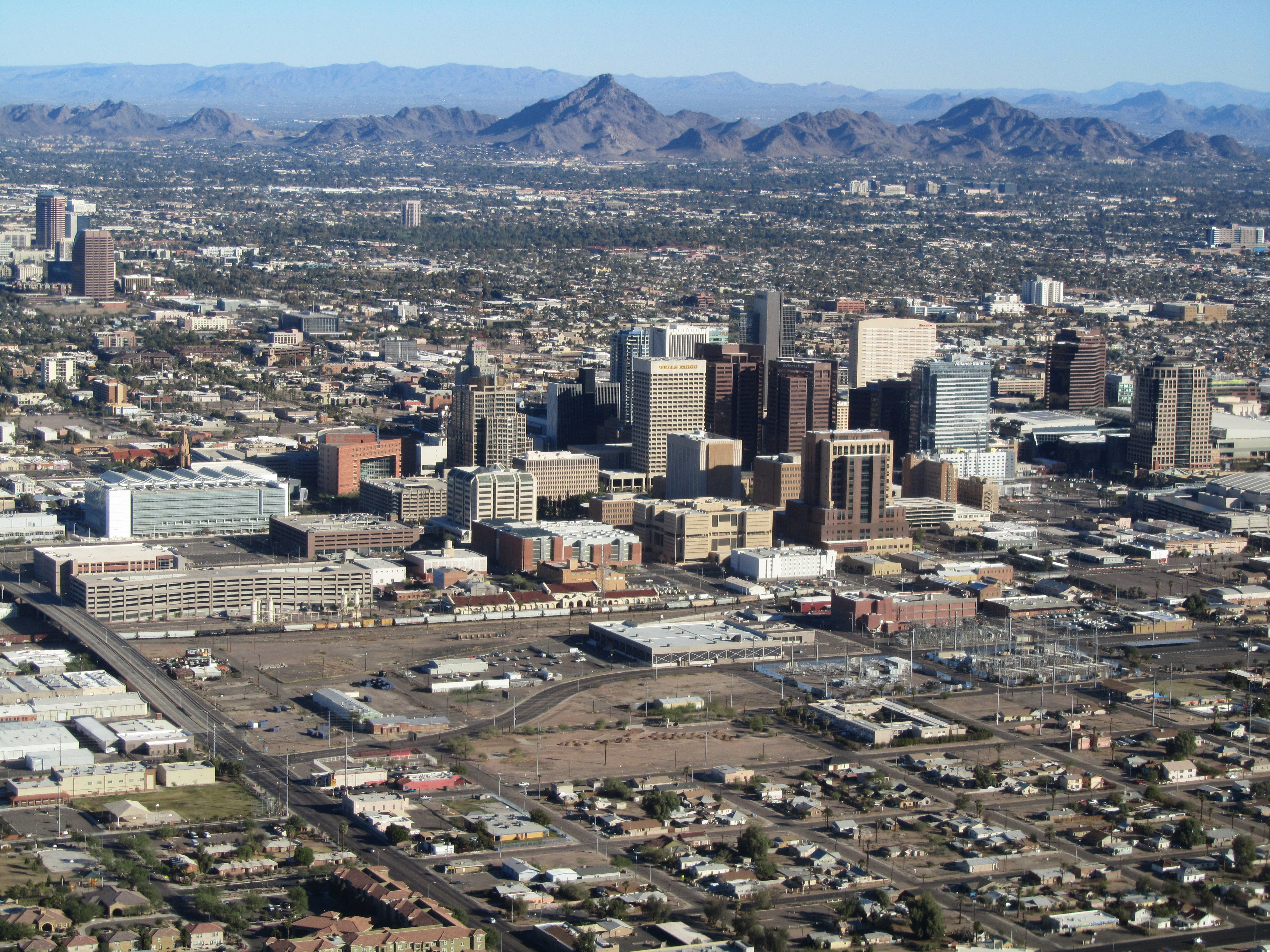
5 – Phoenix (Arizona)

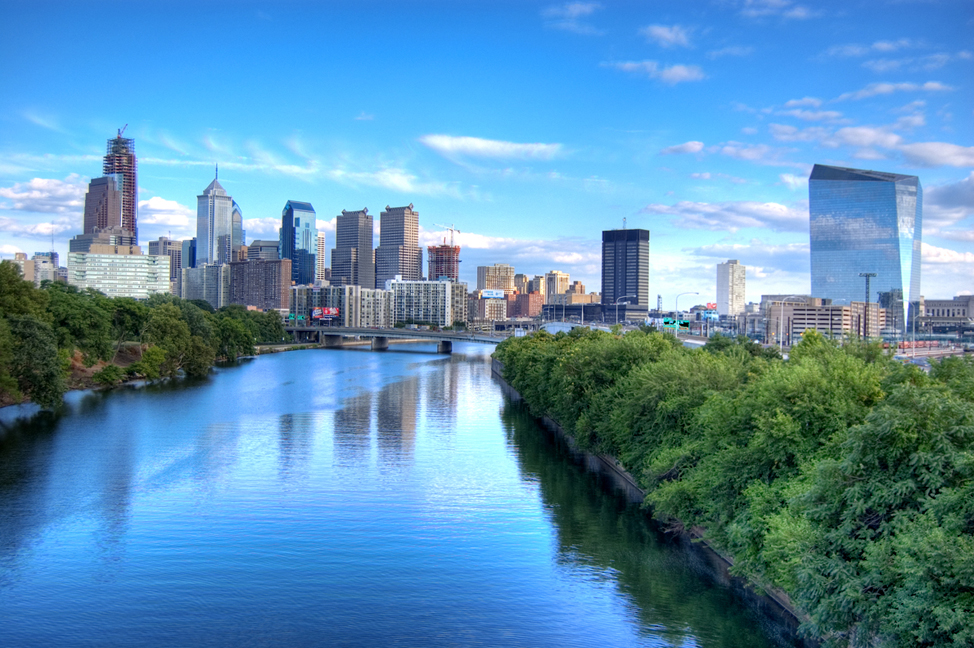
6 – Philadelphia (Pennsylvania)

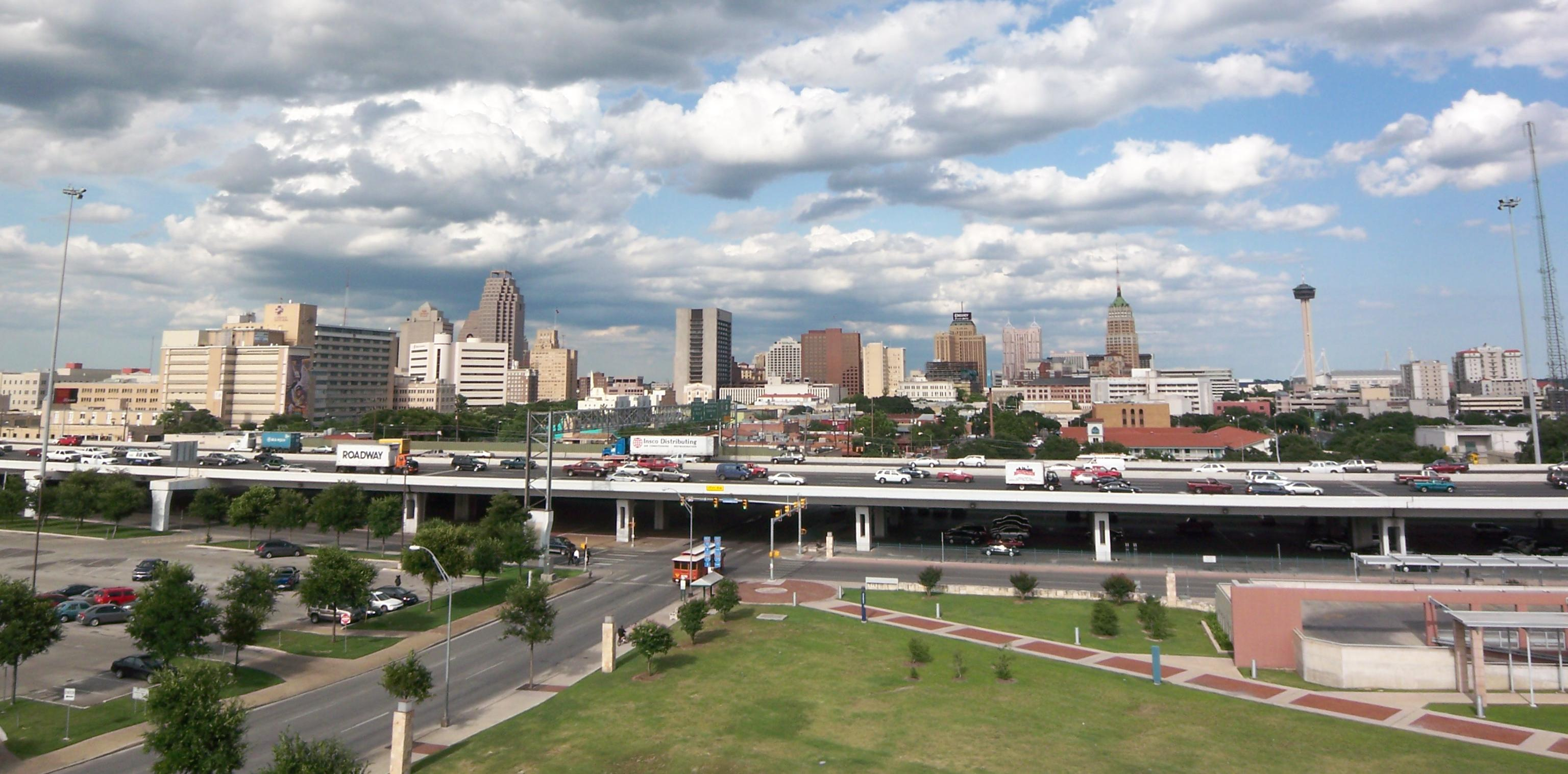
7 – San Antonio (Texas)

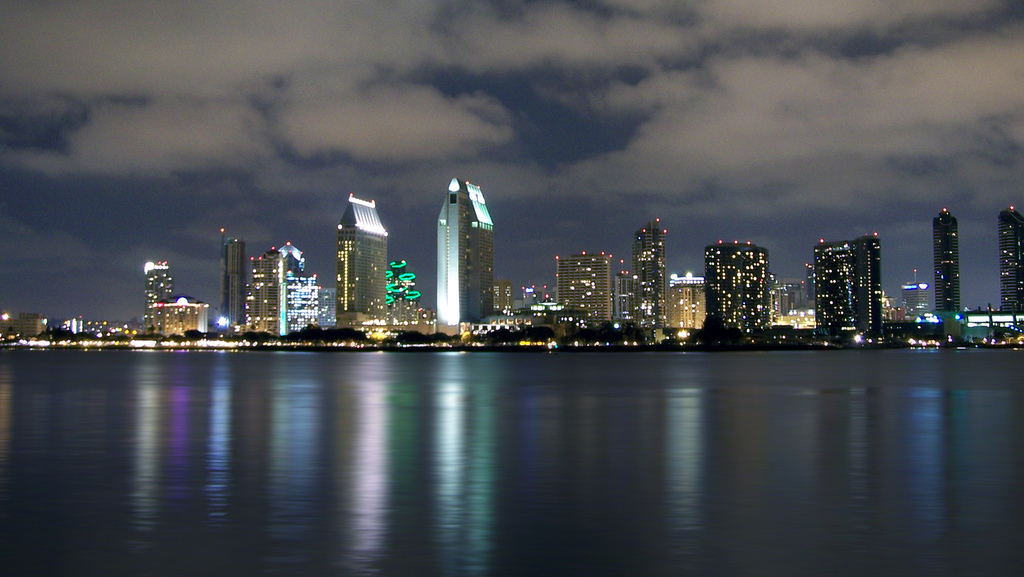
8 – San Diego (California)

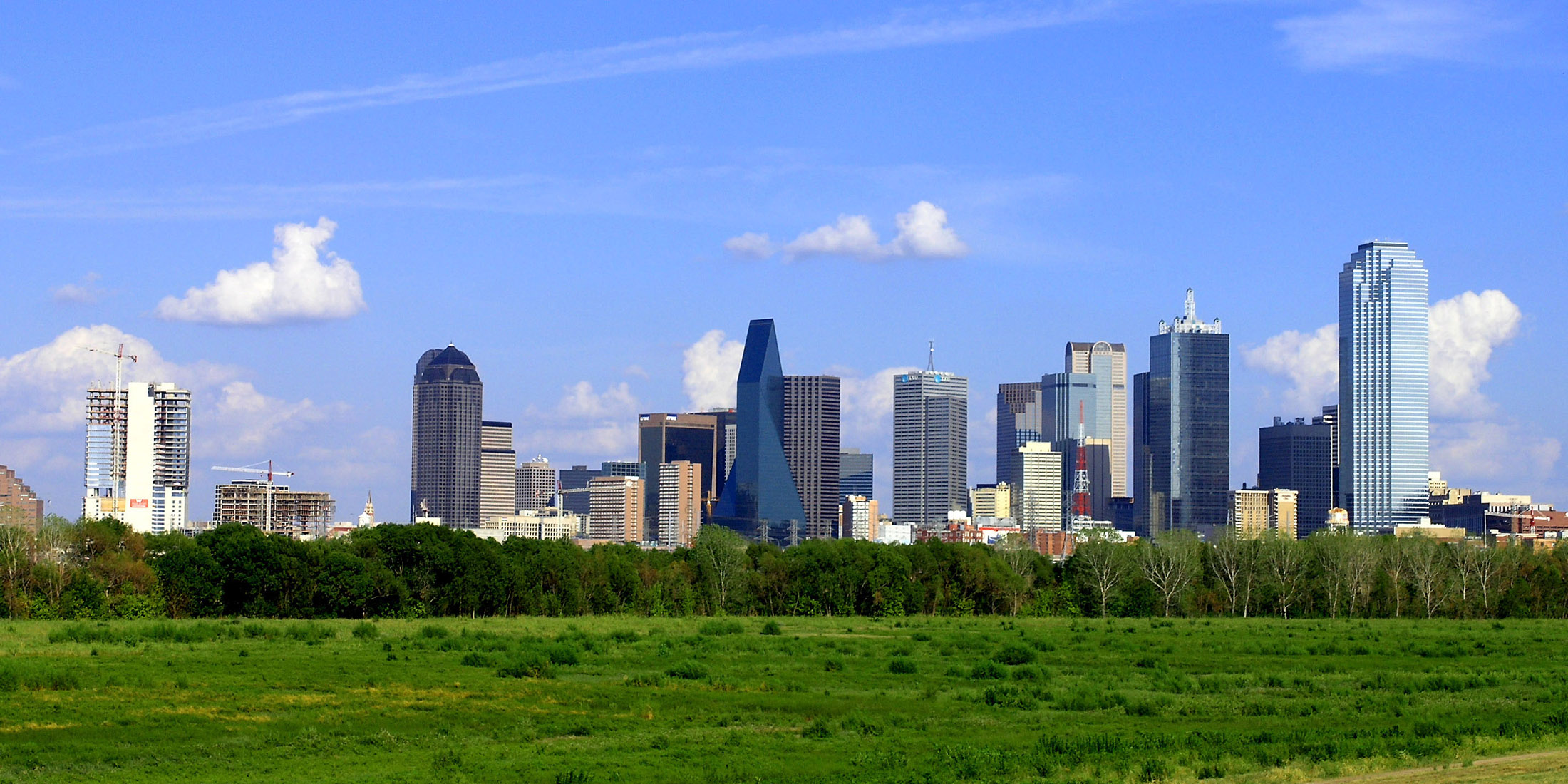
9 – Dallas (Texas)

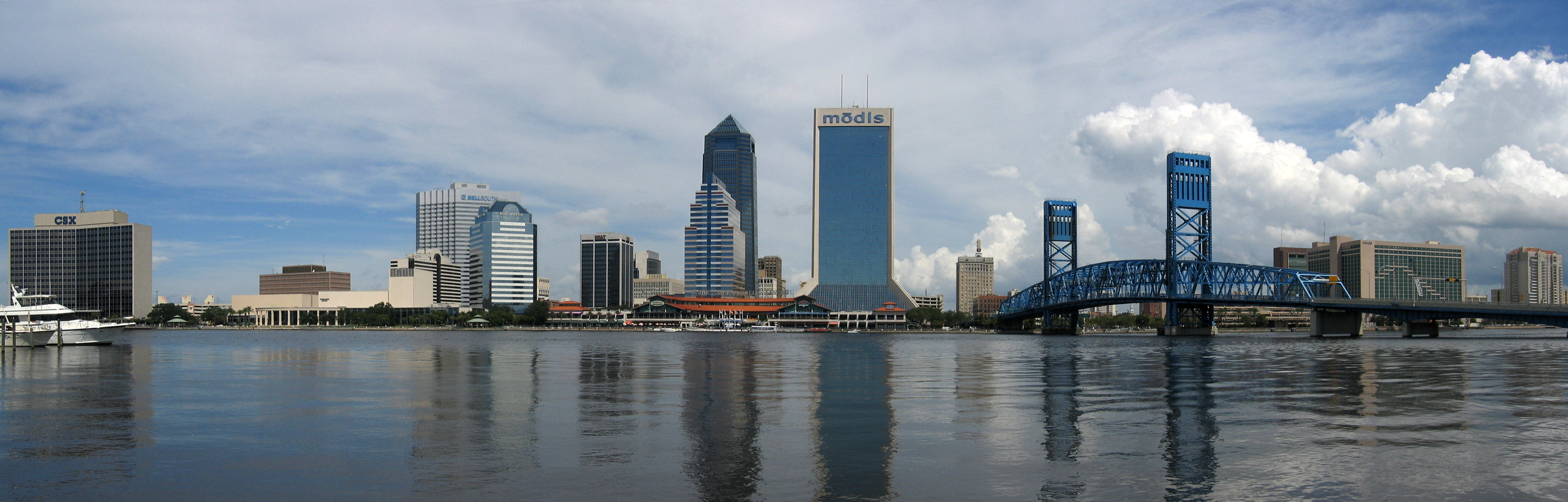
10 – Jacksonville (Florida)

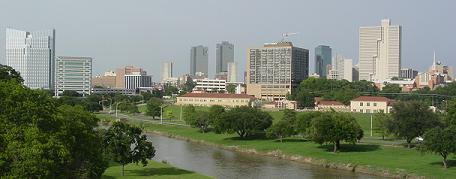
16 – Fort Worth (Texas)

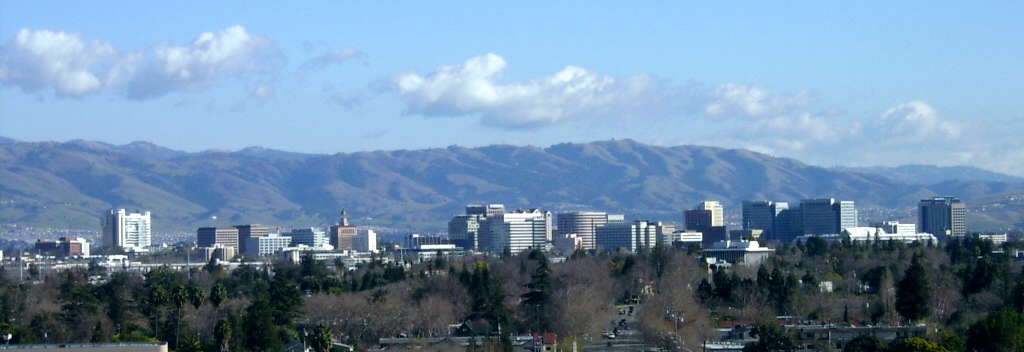
11 – San Jose (California)

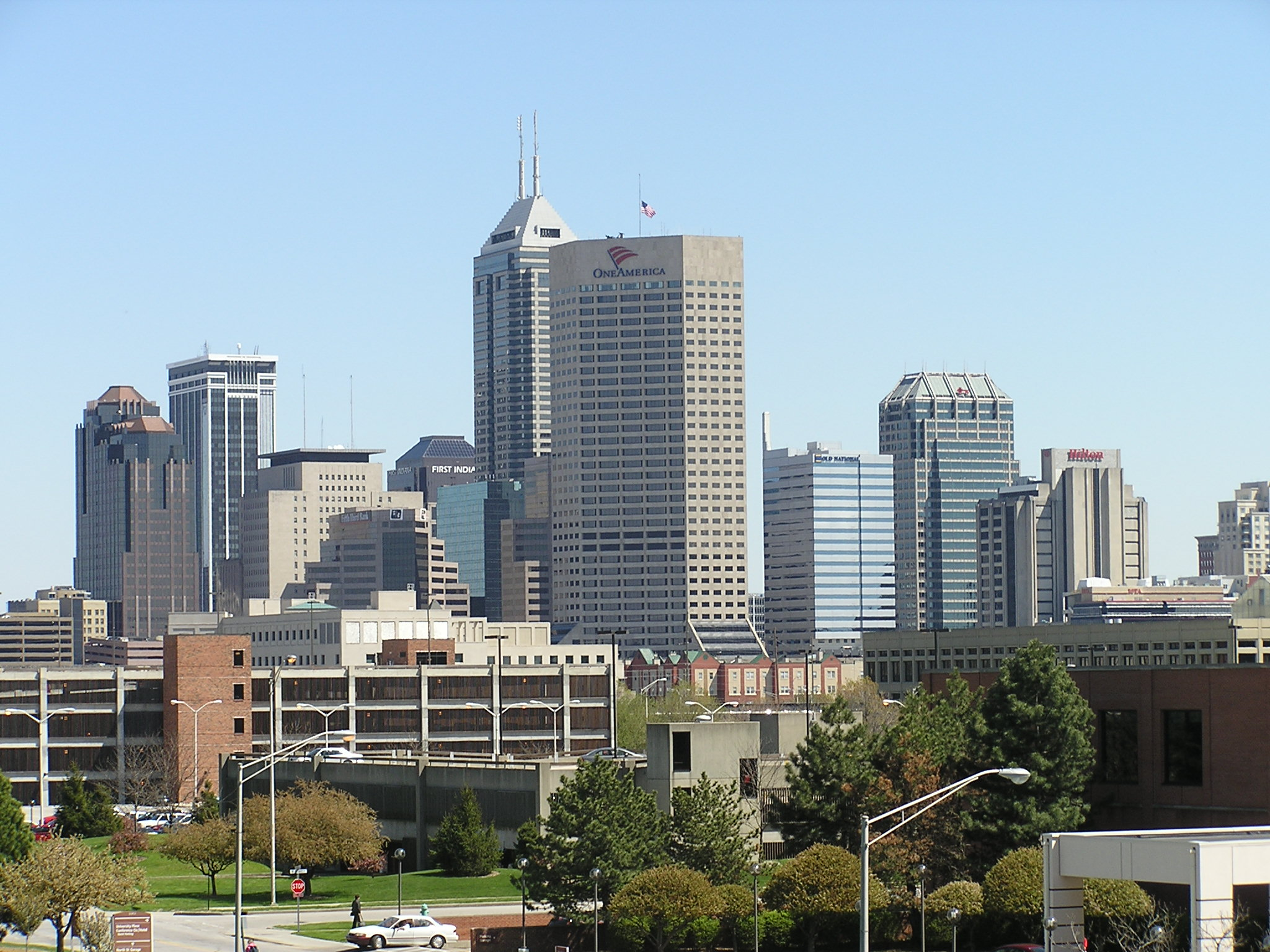
12 – Indianapolis (Indiana)

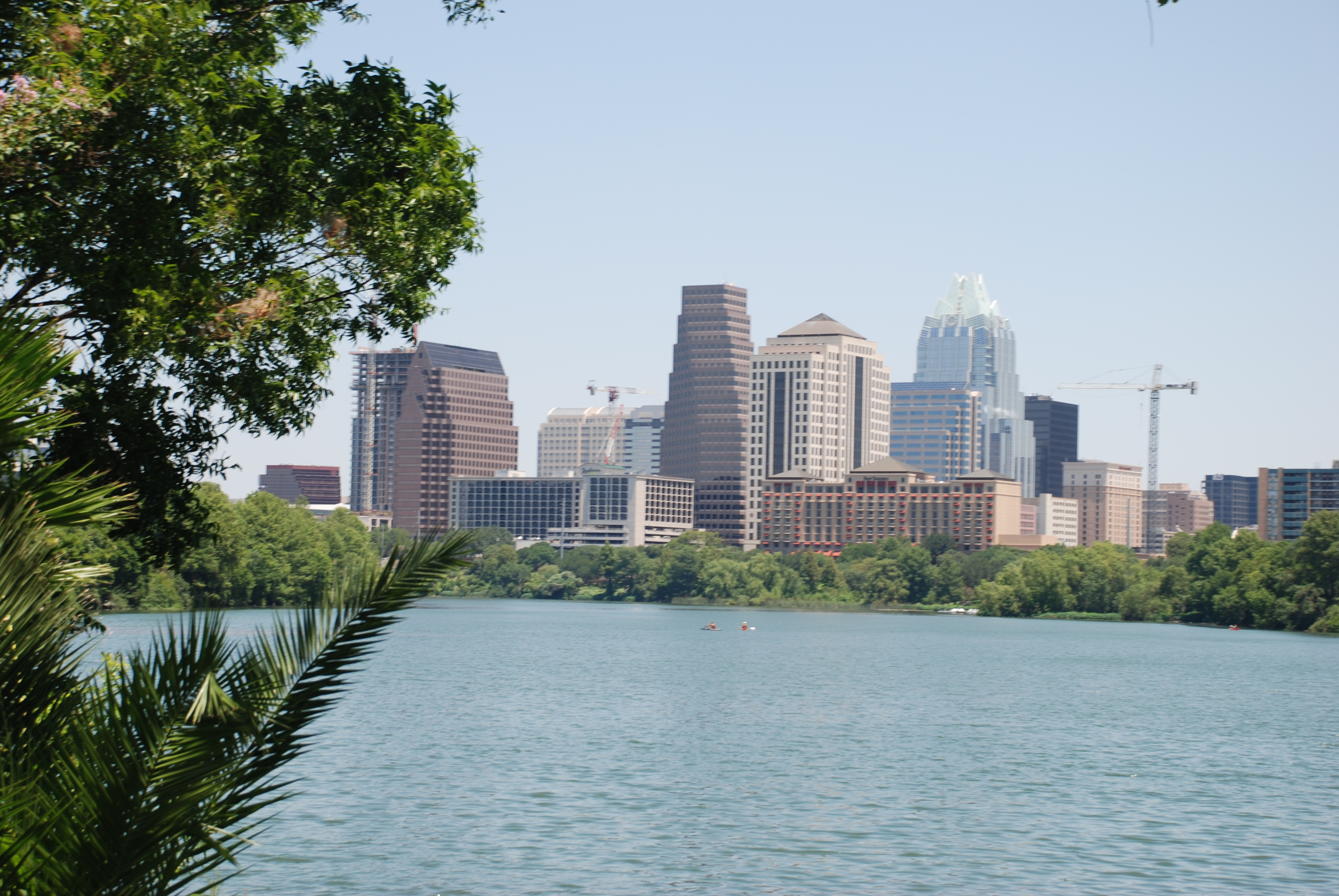
13 – Austin (Texas)

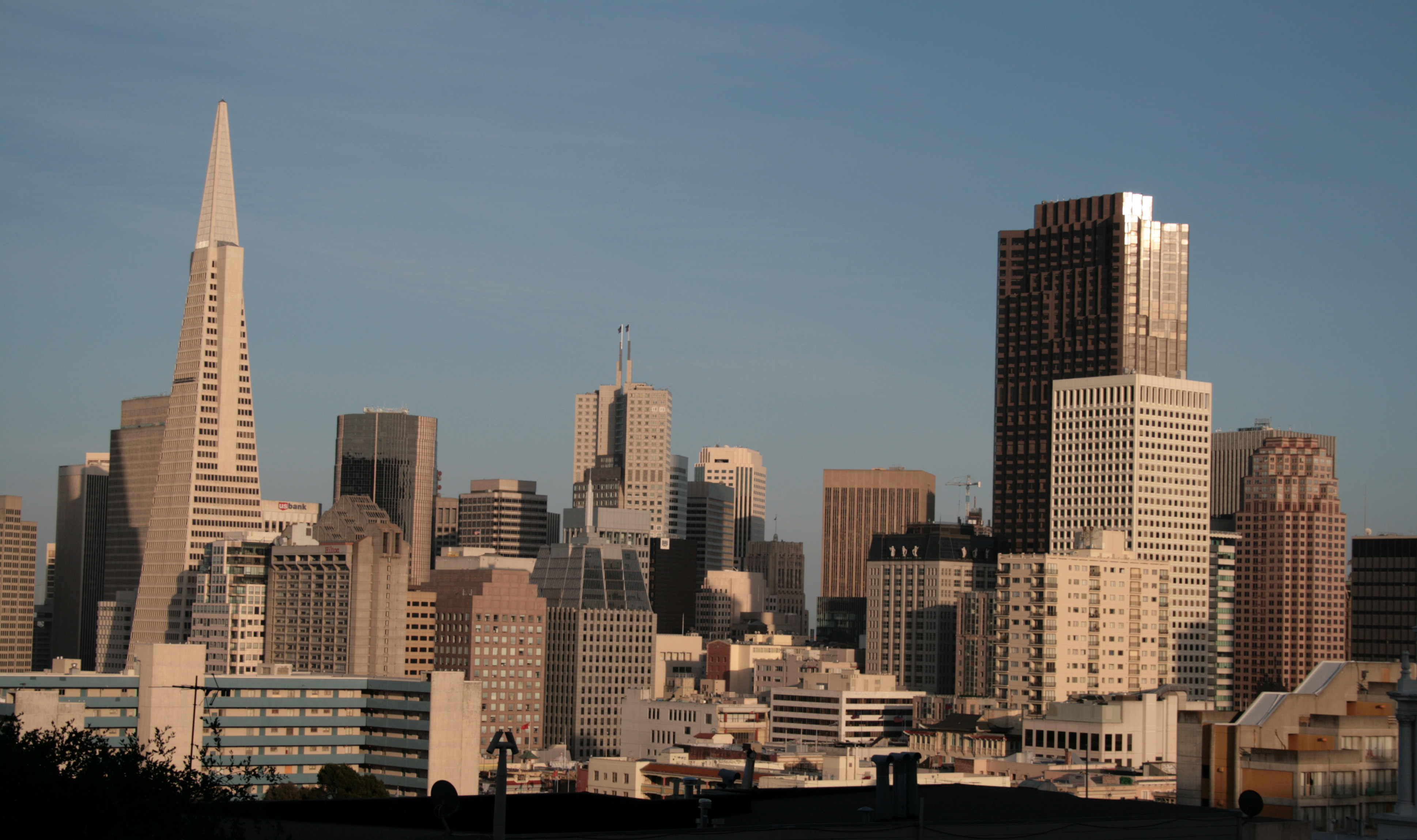
14 – San Francisco (California)

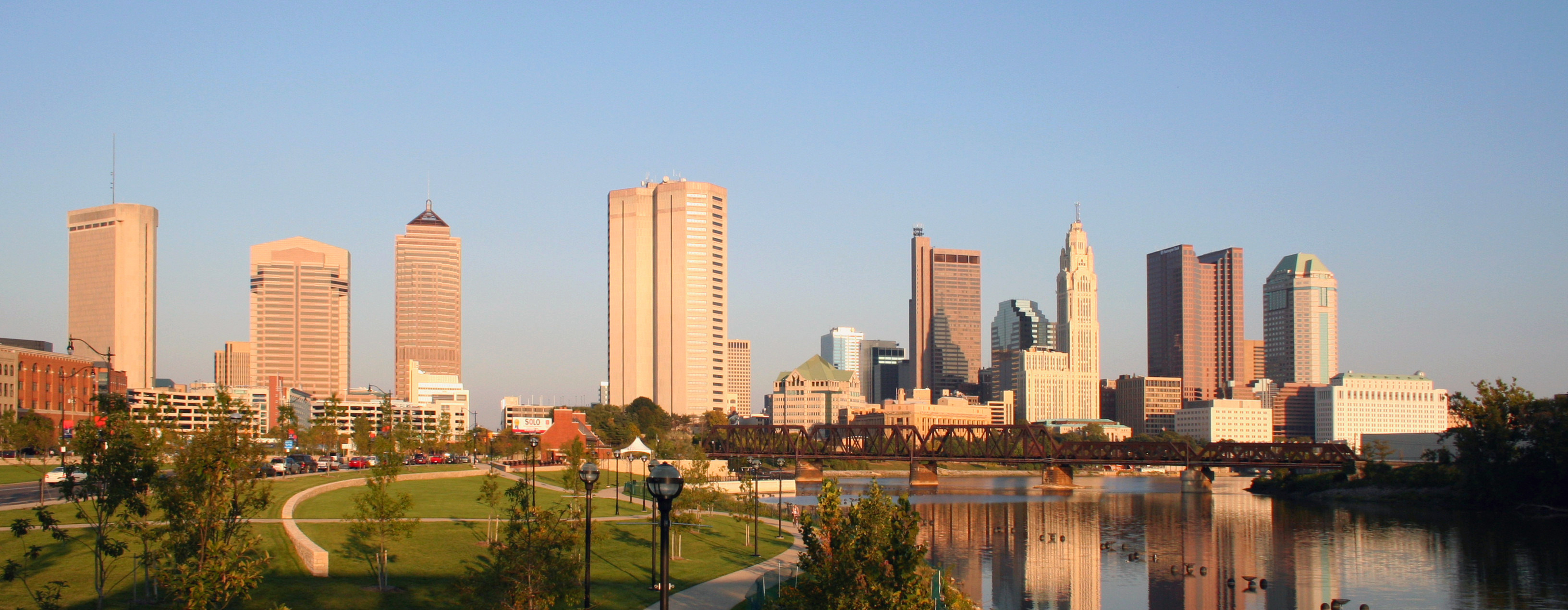
15 – Columbus (Ohio)

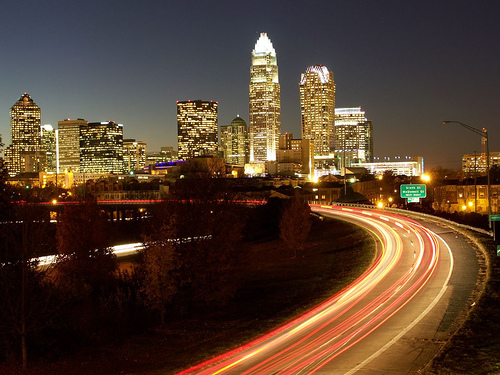
17 – Charlotte, Carolina del Nord

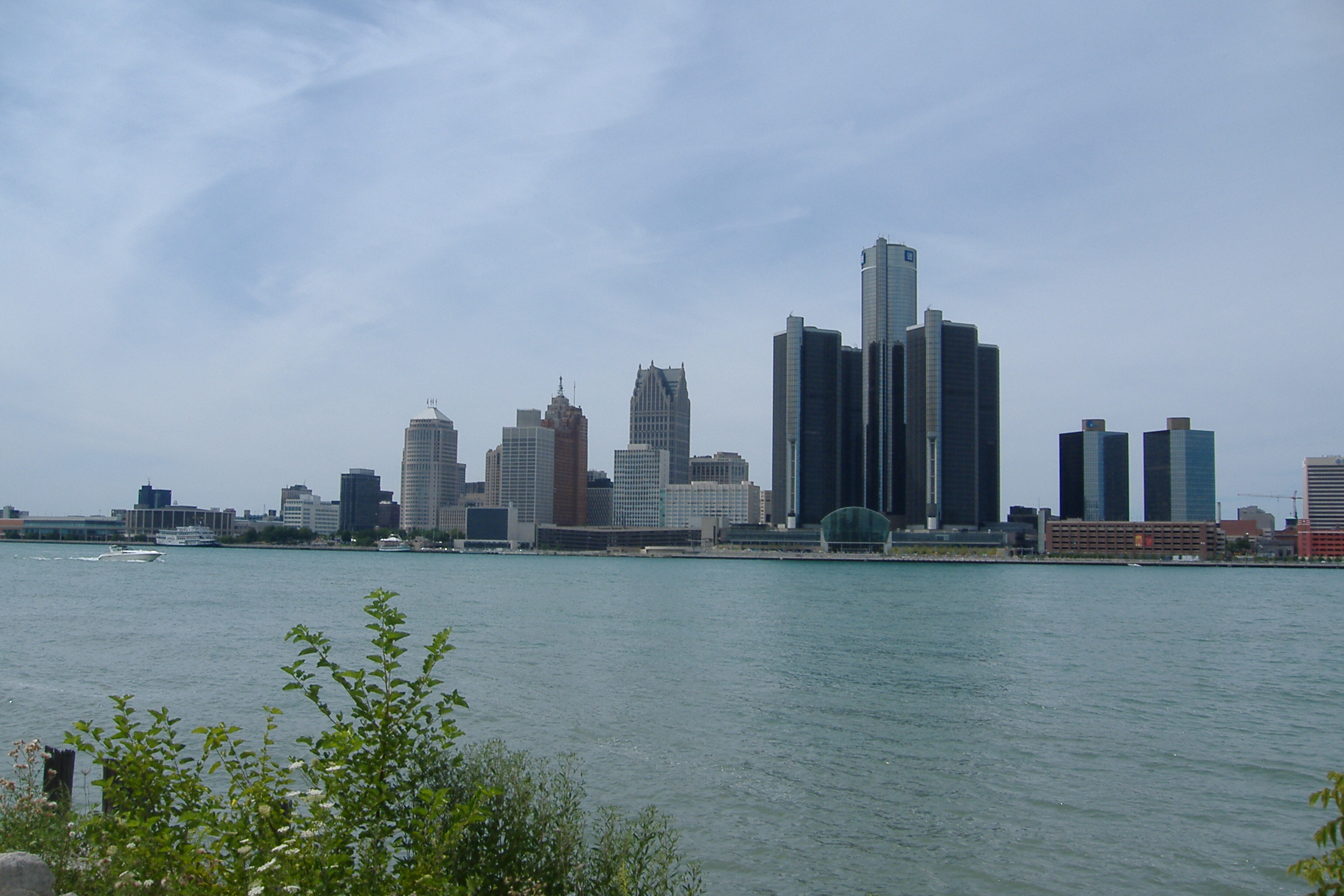
18 – Detroit (Michigan)

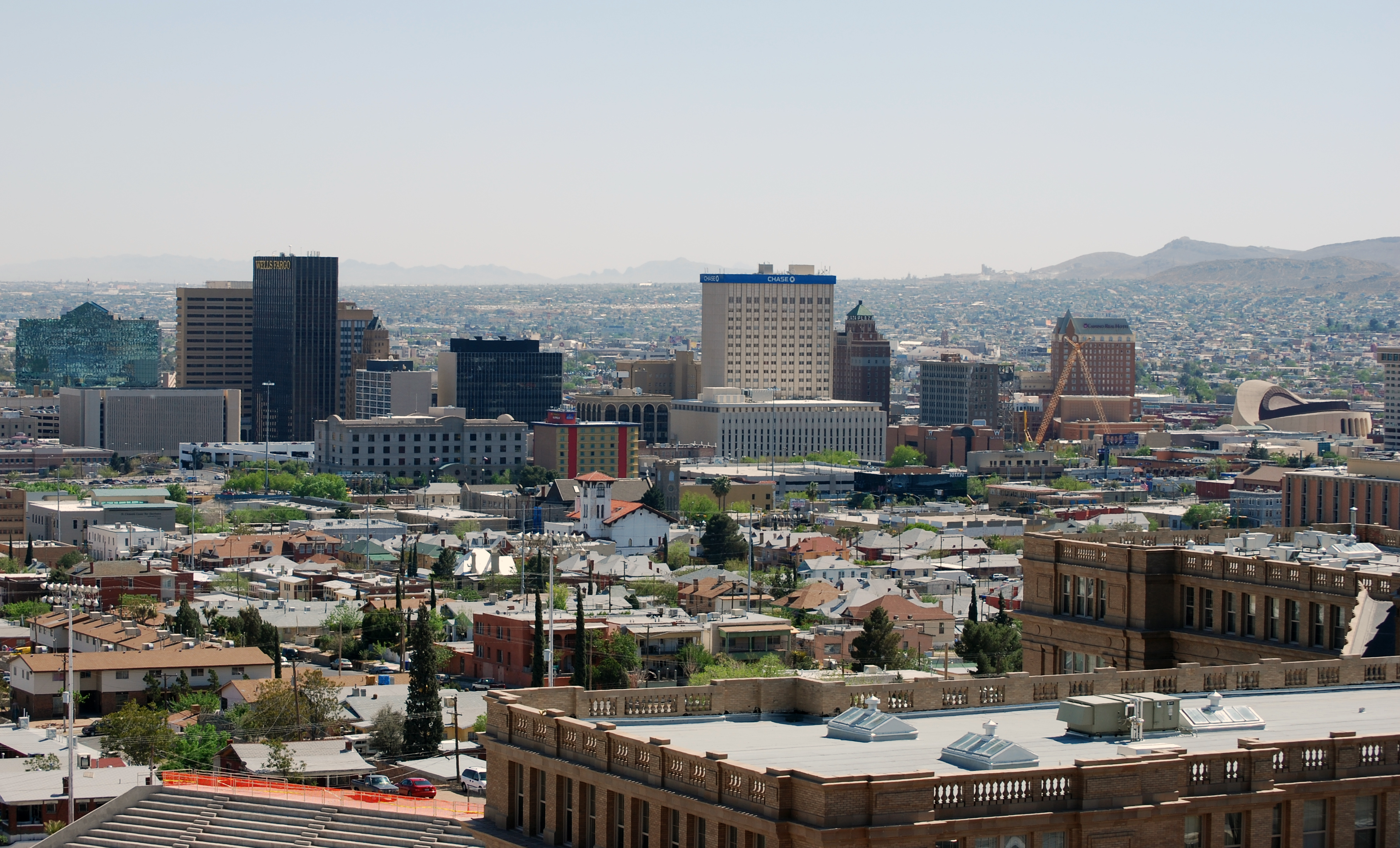
19 – El Paso (Texas)

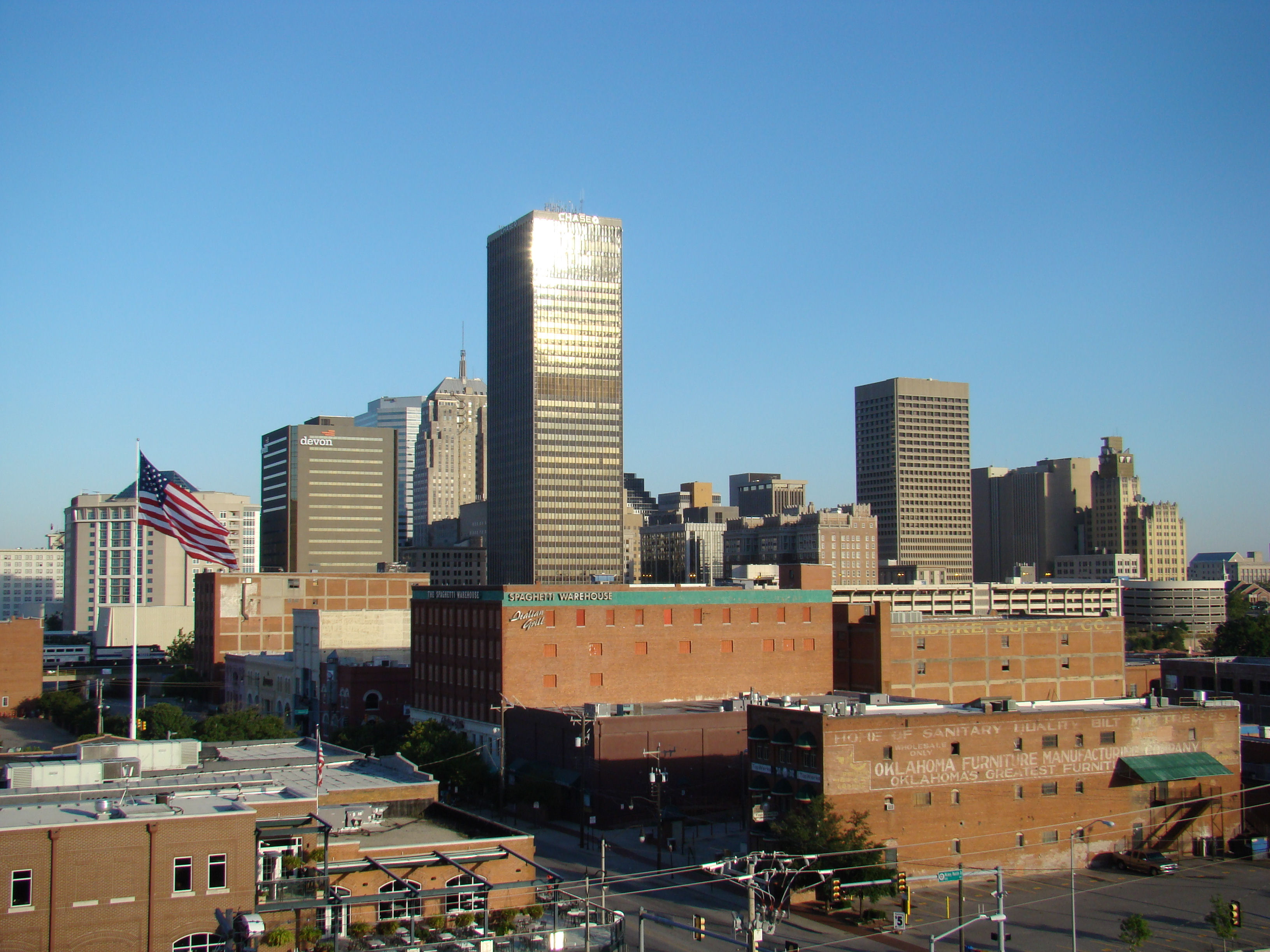
20 – Oklahoma City (Oklahoma)

## Città principali

### Città con100000o più abitanti
In corsivo sono indicate le città capitali di Stato, in grassetto le città più popolose del proprio Stato di appartenenza: le città in possesso di entrambi gli attributi menzionati e la capitale federale sono invece indicate in grassetto corsivo; in ''grassetto corsivo tra due virgolette'' corsivo i non capoluoghi di contea.

## Città di Porto Rico con almeno100 000abitanti
| Numero | Città    | Territorio | Popolazione |
| ------ | -------- | ---------- | ----------- |
| 42     | San Juan | Porto Rico | 424 951     |
| 87     | Bayamón  | Porto Rico | 220 629     |
| 120    | Carolina | Porto Rico | 187 607     |
| 129    | Ponce    | Porto Rico | 180 376     |
| 170    | Caguas   | Porto Rico | 142 984     |
| 257    | Guaynabo | Porto Rico | 102 838     |
| 259    | Arecibo  | Porto Rico | 102 495     |

## Lista per Stato di appartenenza
Questa è una lista delle tre città più popolose degli Stati federati degli Stati Uniti d'America, basata sul censimento dell'anno 2000.
- Le capitali di Stato sono scritte in corsivo.
- La colonna "Capitale" riporta la capitale dello Stato solo se non è compresa tra le prime tre città più popolose, con tra parentesi la posizione. Da notare il fatto che la capitale è anche la città più popolosa soltanto in 17 dei 50 stati federati.

| Stato                | Prima          | Seconda          | Terza            | Capitale            | Note  |
| -------------------- | -------------- | ---------------- | ---------------- | ------------------- | ----- |
| Alabama              | Birmingham     | Montgomery       | Mobile           |                     | [ 1 ] |
| Alaska               | Anchorage      | Fairbanks        | Juneau           |                     | [ 2 ] |
| Arizona              | Phoenix        | Tucson           | Mesa             |                     | [ 3 ] |
| Arkansas             | Little Rock    | Fort Smith       | Fayetteville     |                     |       |
| California           | Los Angeles    | San Diego        | San Jose         | Sacramento (7)      |       |
| Carolina del Nord    | Charlotte      | Raleigh          | Greensboro       |                     |       |
| Carolina del Sud     | Columbia       | Charleston       | North Charleston |                     |       |
| Colorado             | Denver         | Colorado Springs | Aurora           |                     |       |
| Connecticut          | Bridgeport     | Hartford         | New Haven        |                     |       |
| Dakota del Nord      | Fargo          | Bismarck         | Grand Forks      |                     |       |
| Dakota del Sud       | Sioux Falls    | Rapid City       | Aberdeen         | Pierre (7)          |       |
| Delaware             | Wilmington     | Dover            | Newark           |                     |       |
| Florida              | Jacksonville   | Miami            | Tampa            | Tallahassee (8)     |       |
| Georgia              | Atlanta        | Augusta          | Columbus         |                     |       |
| Hawaii               | Honolulu1      | Hilo1            | Kailua1          |                     |       |
| Idaho                | Boise          | Nampa            | Idaho Falls      |                     | [ 4 ] |
| Illinois             | Chicago        | Aurora           | Rockford         | Springfield (6)     |       |
| Indiana              | Indianapolis   | Fort Wayne       | Evansville       |                     |       |
| Iowa                 | Des Moines     | Cedar Rapids     | Davenport        |                     |       |
| Kansas               | Wichita        | Overland Park    | Kansas City      | Topeka (4)          |       |
| Kentucky             | Louisville     | Lexington        | Owensboro        | Frankfort (9)       |       |
| Louisiana            | New Orleans2   | Baton Rouge2     | Shreveport       |                     |       |
| Maine                | Portland       | Lewiston         | Bangor           | Augusta (10)        |       |
| Maryland             | Baltimora      | Frederick        | Gaithersburg     | Annapolis (7)       |       |
| Massachusetts        | Boston         | Worcester        | Springfield      |                     |       |
| Michigan             | Detroit        | Grand Rapids     | Warren           | Lansing (6)         |       |
| Minnesota            | Minneapolis    | Saint Paul       | Rochester        |                     |       |
| Mississippi          | Jackson        | Gulfport         | Biloxi           |                     |       |
| Missouri             | Kansas City    | Saint Louis      | Springfield      | Jefferson City (15) |       |
| Montana              | Billings       | Missoula         | Great Falls      | Helena (6)          |       |
| Nebraska             | Omaha          | Lincoln          | Bellevue         |                     |       |
| Nevada               | Las Vegas      | Henderson        | Reno             | Carson City (9)     |       |
| New Hampshire        | Manchester     | Nashua           | Concord          |                     |       |
| New Jersey           | Newark         | Jersey City      | Paterson         | Trenton (9)         |       |
| New York             | New York       | Buffalo          | Rochester        | Albany (6)          |       |
| Nuovo Messico        | Albuquerque    | Las Cruces       | Santa Fe         |                     |       |
| Ohio                 | Columbus       | Cleveland        | Cincinnati       |                     |       |
| Oklahoma             | Oklahoma City  | Tulsa            | Norman           |                     |       |
| Oregon               | Portland       | Salem            | Eugene           |                     |       |
| Pennsylvania         | Filadelfia     | Pittsburgh       | Allentown        | Harrisburg (12)     |       |
| Rhode Island         | Providence     | Warwick          | Cranston         |                     |       |
| Tennessee            | Memphis        | Nashville        | Knoxville        |                     |       |
| Texas                | Houston        | San Antonio      | Dallas           | Austin (4)          |       |
| Utah                 | Salt Lake City | West Valley City | Provo            |                     |       |
| Vermont              | Burlington     | Rutland          | South Burlington | Montpelier (14)     |       |
| Virginia             | Virginia Beach | Norfolk          | Chesapeake       | Richmond (5)        |       |
| Virginia Occidentale | Charleston     | Huntington       | Parkersburg      |                     |       |
| Washington           | Seattle        | Spokane          | Tacoma           | Olympia (23)        |       |
| Wisconsin            | Milwaukee      | Madison          | Green Bay        |                     |       |
| Wyoming              | Cheyenne       | Casper           | Laramie          |                     |       |

Nota 1:  Honolulu è amministrativamente compresa nella Contea di Honolulu. La parte di essa chiamata "città di Honolulu" non ha un'amministrazione separata dalla contea. L'ufficio censuario definisce una zona, per i soli fini statistici, chiamata Honolulu CDP (Census-designated place), che coincide con la città di Honolulu. Altri CDP definiscono ulteriori cittadine hawaiiane. Pertanto, per quanto riguarda lo Stato delle Hawaii, sono elencati i CDP.
Nota 2:  Nel 2006, lo U.S. Census Bureau ha stimato che la popolazione di Baton Rouge è più grande di quella di New Orleans.
Lo stimato calo del 54% della popolazione di New Orleans rispetto a quella del 2000 è stato causato probabilmente dai notevoli danni agli edifici e alle infrastrutture causati dall'uragano Katrina.